# Casa Blanca, El Marqués
Casa Blanca är en ort i Mexiko.   Den ligger i kommunen El Marqués och delstaten Querétaro Arteaga, i den centrala delen av landet, 180 km nordväst om huvudstaden Mexico City. Casa Blanca ligger 1 911 meter över havet och antalet invånare är 135.
Terrängen runt Casa Blanca är platt söderut, men norrut är den kuperad. Runt Casa Blanca är det ganska tätbefolkat, med 67 invånare per kvadratkilometer. Närmaste större samhälle är Santiago de Querétaro, 16,8 km väster om Casa Blanca. Trakten runt Casa Blanca består till största delen av jordbruksmark.